# 1839
Cette page concerne l'année 1839 (MDCCCXXXIX en chiffres romains) du calendrier grégorien.
L'année 1839 est une année commune qui commence un mardi.

## Événements

### Afrique
- 9 février, Gabon : traité entre l’amiral français Édouard Bouët-Willaumez et le chef Kowè Rapontchombo qui reconnait à la France le droit d’installer un comptoir sur la rive gauche de l’estuaire du Komo[1].

- 22 février : le voyageur français Rochet d'Héricourt quitte le Caire pour l’Éthiopie, avec pour ambition de traverser l’Afrique jusqu’au Gabon. Il atteint Tadjourah puis traverse le pays des Afars pour Tiannou, fief du roi du Shewa Sahle Selassié (août-septembre). Il reste sept mois auprès du roi, puis rentre en France pour revenir en 1842[2].

- 31 mai : traité britannico-omanais élargissant le traité Moresby (en) de 1822[3]. Le commerce de la côte mrima (ivoire et gomme copale), face à Zanzibar, est donné par le sultan omanais en monopole aux marchands arabes et swahili[4].
- Juin-juillet : le roi Dingane tente de reconstituer son royaume vers le nord, mais les Swazis repoussent les Zoulous à la bataille du Lubuya[5].

- 12 octobre : les colons néerlandais fondent la République boer de Natalia en Afrique du Sud[6].

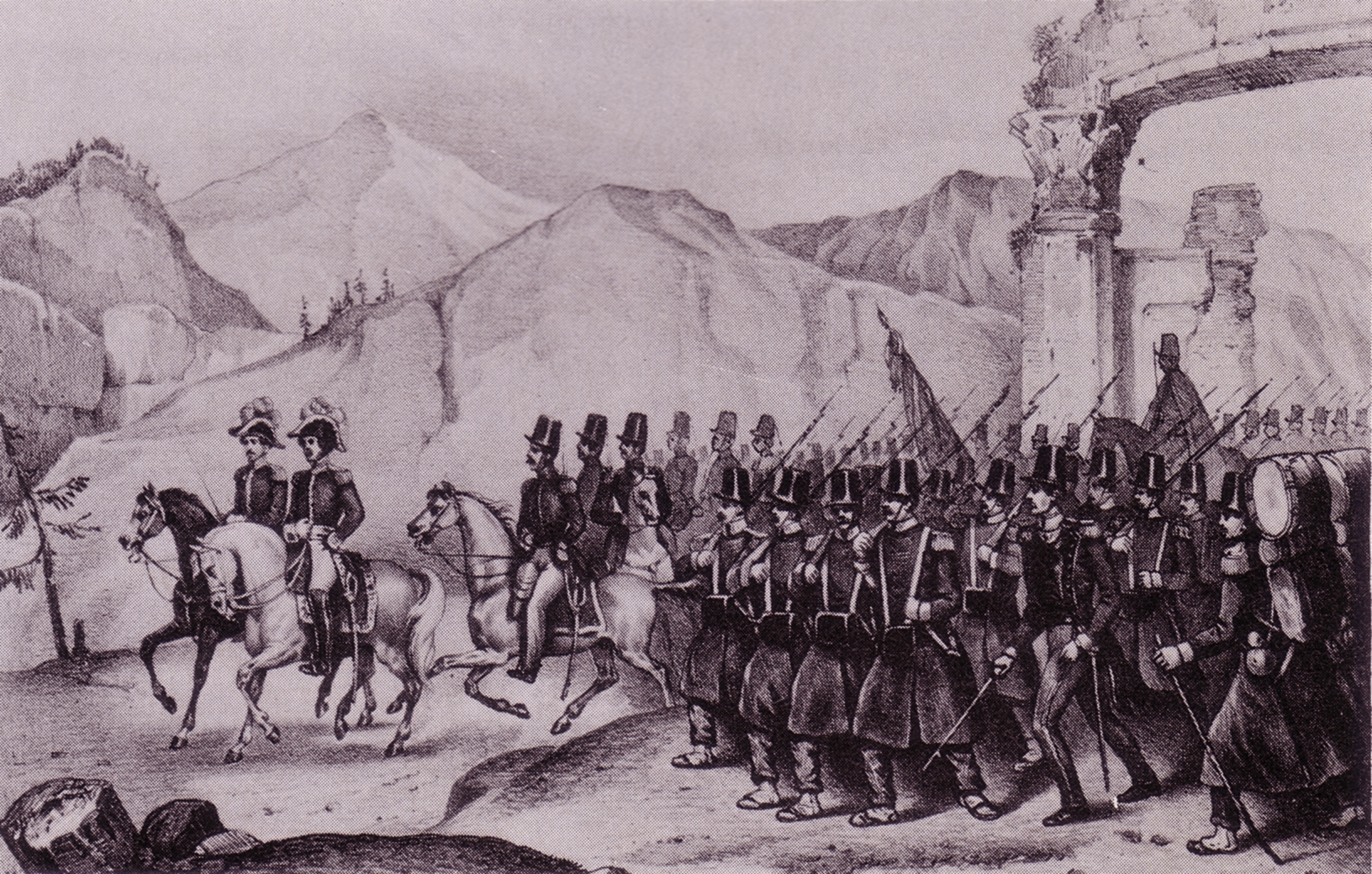
28 octobre : passage du défilé des Portes de Fer par l’armée française.

- 16 octobre - 2 novembre : expédition des Portes de Fer. Chevauchée du duc d’Orléans et du maréchal Valée de Constantine à Alger via les Portes de Fer et Sétif[7]. Abd El-Kader, y voyant une violation du traité de Tafna, déclare la guerre aux Français.
- 27 octobre : le chef zoulou Mpande fait alliance avec les Boers pour mener une campagne commune contre son demi-frère Dingane. En échange, il leur promet les terres au sud du Tugela et de St Lucia Bay[5].

- 20 novembre : l’émir Abd el-Kader déclare la guerre à la France. Abd el-Kader voulant occuper le district de Hamza (Bouira), Valée fait traverser par ses troupes le territoire contesté, mais le 20 novembre, l’émir annonce la reprise des combats après la réunion de son Assemblée, dans le poste fortifié de Taza (3 juillet). Ses partisans pénètrent dans la Mitidja, massacrent des colons européens et détruisent la plupart des fermes[8]. Valée reçoit des renforts et se trouve à la tête d’une armée de 60 000 hommes, mais ses succès restent limités en raison de la politique d’occupation restreinte, qualifiée de chimère par Bugeaud à la Chambre des députés en janvier 1840. Abd el-Kader a constitué une armée régulière de 10 000 hommes instruits par les Turcs et des déserteurs européens. L’émir dispose d’une fabrique d’arme à Miliana, d’une fonderie de canon à Tlemcen, et reçoit des armes européennes par le Maroc.

- 17 novembre, Khartoum : expéditions sur le Nil Blanc (1839-1842). Mohamed-Ali envoie une première expédition dirigée par le Turc Selim Bimbaschi (ou Salim Qabudan). Ses bateaux atteignent Gondokoro, où les Égyptiens établissent un poste d’où ils envoient une expédition annuelle chargée de « cadeaux » destinés à être échangés contre de l’ivoire. La seconde part le 25 novembre 1840 avec la participation des ingénieurs français Arnaud, Sabatier et Thibaut ; la troisième, au mois d'août 1841[9].

- 24 décembre : les Britanniques donnent Port Natal à la République du Natal[5].

- Début du règne de Mutambuka, omugabe (roi) de l’Ankole (fin en 1867)[10]. Il laissera à sa mort le royaume Ankole à son extension maximale. Les nouveaux territoires sont soit annexées soit transformés en royaumes tributaires.

- Accord commercial entre Zanzibar et Fundikira, le chef nyamwezi d’Unyanyembe[11].

### Amérique
- 11 janvier : un violent séisme frappe la Martinique, colonie française des Îles du Vent (Antilles)[12]. L'évènement détruit en totalité la ville de Fort-Royal et cause la mort d'au moins 300 personnes.
- 12 janvier : victoire du Chili sur la Bolivie et le Pérou au combat naval de Casma[13].

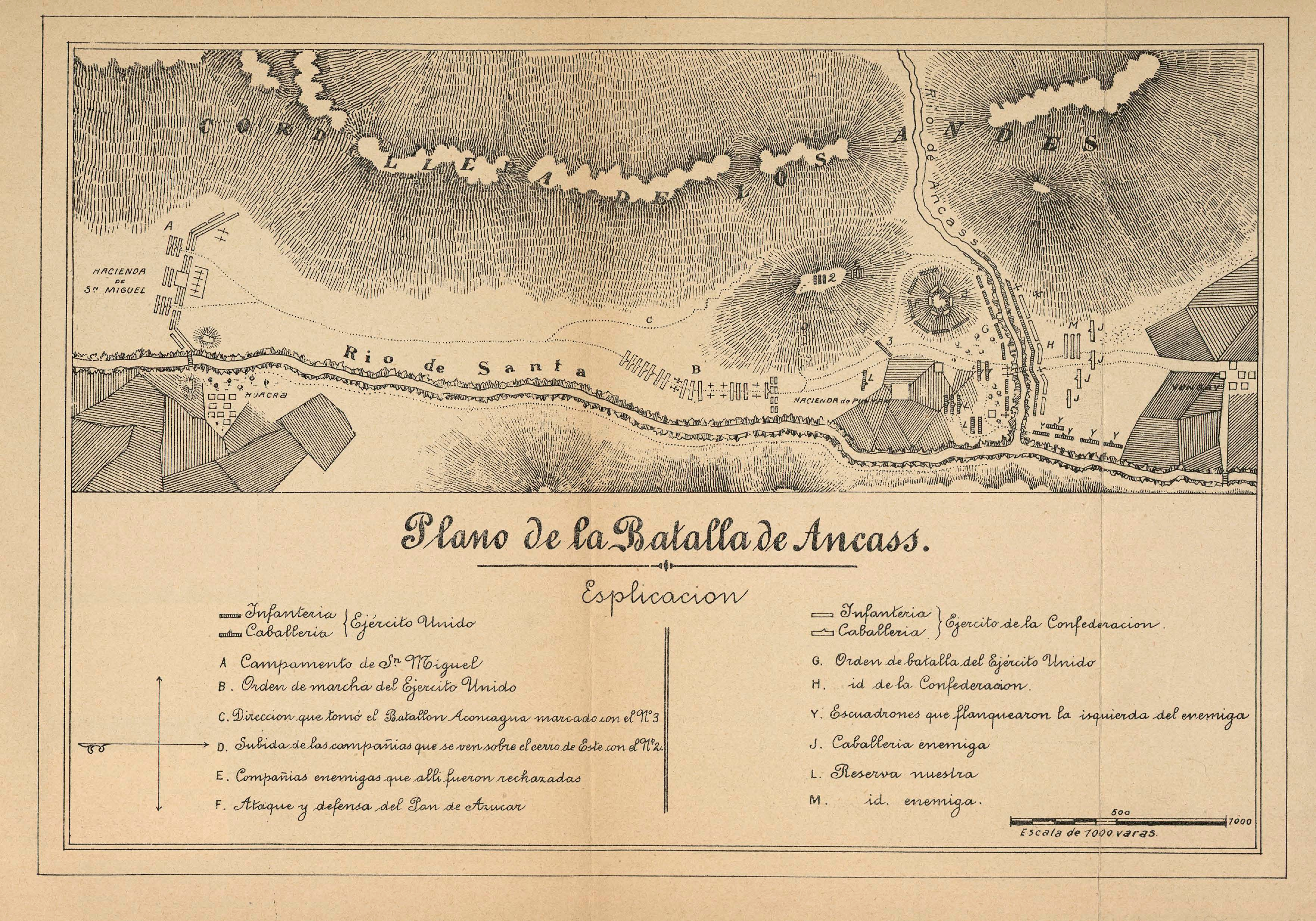
20 janvier : bataille de Yungay

- 20 janvier : victoire du Chili sur la Bolivie et le Pérou à la bataille de Yungay[13]. Le Chili devient une puissance régionale. Dissolution de la Confédération péruvio-bolivienne.

- 30 juin : la décision du Congrès de la République de Colombie de supprimer les couvents mineurs de la région de Pasto provoque le soulèvement de la population de la région et la Guerre des Suprêmes, première guerre civile en Nouvelle-Grenade (1839-1842)[14].

- 29 juillet : proclamation de la République Juliana au Brésil[15].

- 26 août : le navire cubain La Amistad, sous le contrôle d'Africains récemment capturés, est « secouru » par le Washington, de la marine des États-Unis[16].

- 5 novembre : le Honduras, puis le Costa Rica (17 novembre) quittent la Fédération des Provinces unies d'Amérique centrale, qui est dissoute. Créée en 1824, elle est divisée par les luttes entre libéraux et conservateurs et par les tendances autonomistes des États. Le Nicaragua a déclaré son indépendance dès le 30 avril 1838, le Salvador le 30 mai, puis le Guatemala le 17 avril 1839 (à la suite du soulèvement des indiens dirigés par Rafael Carrera contre la dictature de Francisco Morazán)[17].
- 28 novembre : convention franco-hollandaise sur le partage de Saint-Martin aux Antilles[18].

### Asie et Pacifique
- 16 mars : fin des révoltes des sultans de Kedah contre le Siam en Malaisie (1831, 1836 et 1838–1839)[19]. La répression des révoltes des sultanats de Pattani, Kelantan, Terengganu et Kedah, soutenus par les Birmans, assoit la suzeraineté thaï dans le nord de la péninsule de Malaisie[20].

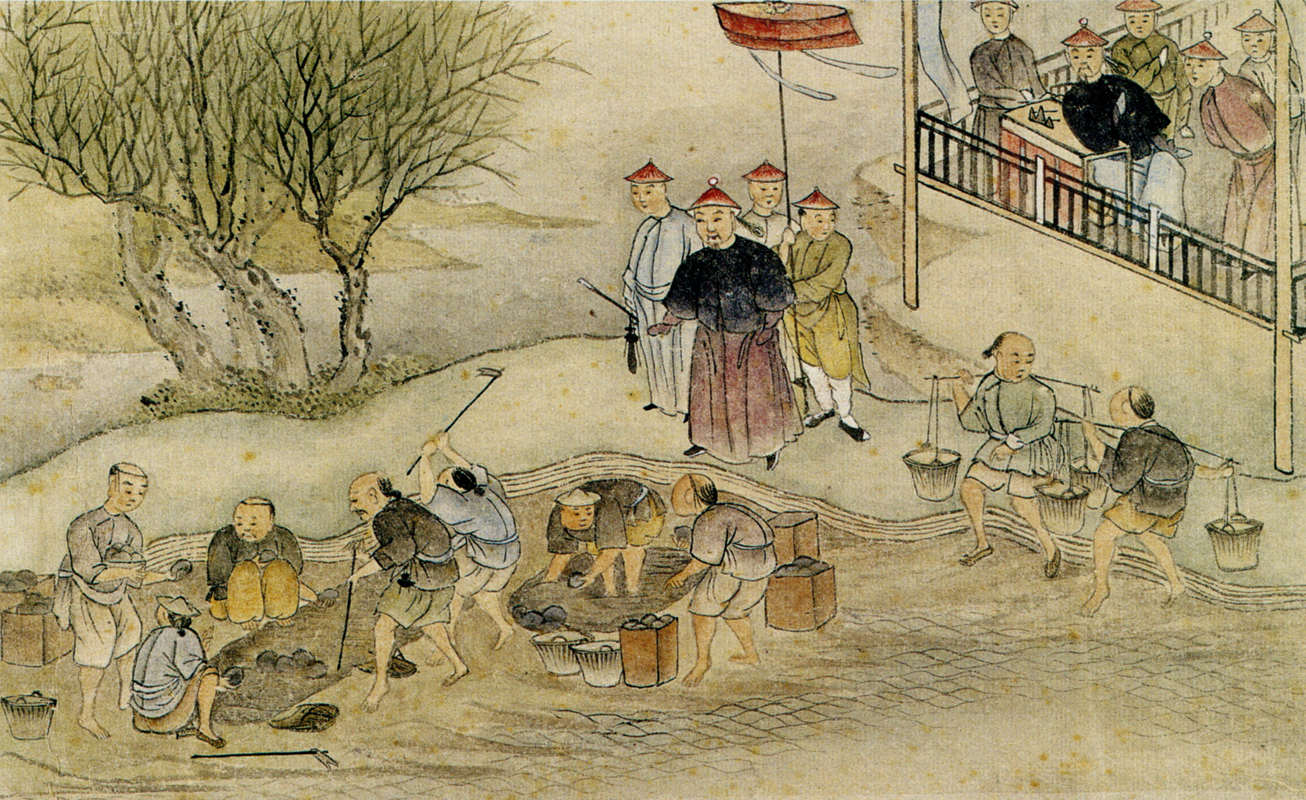
Lin Zexu supervisant la destruction des stocks d'opium.

- 18 mars : Lin Zexu est nommé commissaire impérial pour la suppression du trafic de l’opium en Chine[21].

- 20 avril : les Britanniques prennent Kandahar[22]. Lord Auckland prend Ghaznî (juillet) puis Kaboul (août).

- 22 mai : Lord Durham président de la New Zealand Company, formée récemment par la fusion de trois sociétés, demande au gouvernement britannique (Lord Normanby) de prendre possession de la Nouvelle-Zélande, qui devient une colonie britannique en juillet[23].

- 3 juin : Lin Zexu ordonne la destruction à Canton d’un stock de 20 291 caisses d’opium importé par les Britanniques[24] (Charles Elliot) en échange de thé et de soieries. Elliot demande le versement d’une indemnité qui est refusé. Le décret condamnant à mort les trafiquants d’opium s’étend aux étrangers. Le commerce avec les Britanniques est suspendu. Les ventes d’opium régressent. La communauté britannique de Canton se replie sur Hong Kong et Macao. Les hostilités se déclenchent à la fin de l’année (Première guerre de l'opium, 1839-1842).
- 7 juin : à Hawaii, la dynastie Kamehameha, sous la pression des missionnaires américains, pubie une déclaration des droits. Une Constitution écrite est promulguée le 8 octobre 1840[25].
- 27 juin : mort du chef Sikh Ranjît Singh[26]. Le Pendjab tombe dans le chaos.

- Été, Japon : châtiment de lettrés désireux d’ouvrir le pays à l’étranger[27].
- 10 juillet : intervention française pour mettre fin à la persécution des catholiques par le royaume d'Hawaï (Affaire Laplace)[28]. Le 12 juillet, le roi Kamehameha III proclame un édit de tolérance, puis signe un traité d'amitié avec la France le 17 juillet[29].

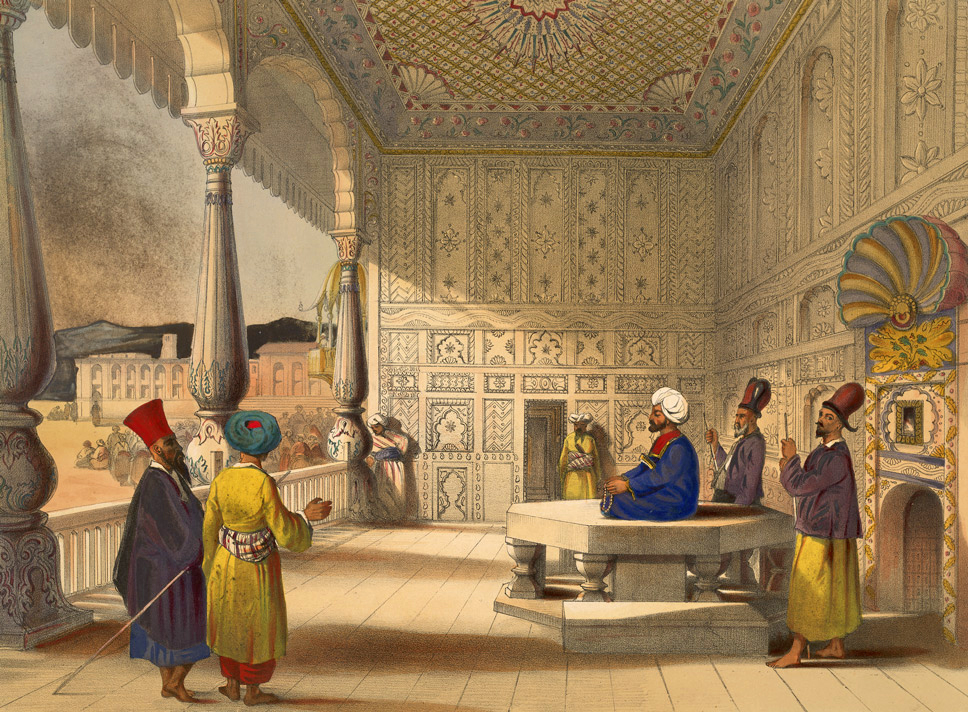
7 août : le roi exilé Shah Shuja est replacé sur le trône de Kaboul, sans la moindre acclamation, au détriment de Dost Mohammed, pourtant prêt à traiter avec les Britanniques contre les Russes. Une armée britannique reste en Afghanistan.

- 21 - 23 juillet, première guerre anglo-afghane : victoire britannique à la bataille de Ghazni. Quand Kaboul tombe le 7 août, Shah Shuja, un petit-fils d’Ahmad Shâh, prend la place de Dost Mohammad sur le trône d’Afghanistan[31].

- 4 septembre : la flotte britannique détruit une escadre chinoise à Kowloon[21].
- 6 septembre : découverte de Ahe en Polynésie française par Charles Wilkes qui l'appelle Peacock Island[32].
- 19 septembre : départ de Chatham de l'expédition Erebus et Terror dirigée par l'explorateur britannique James Clark Ross[33]. Il tente d'approcher le continent antarctique (fin en 1841).
- 21 septembre : l'évêque Laurent Imbert, 43 ans et les prêtres missionnaires Jacques Chastan, 35 ans et Pierre Maubant, 36 ans, sont torturés et décapités à Saenamteo, en Corée[34].

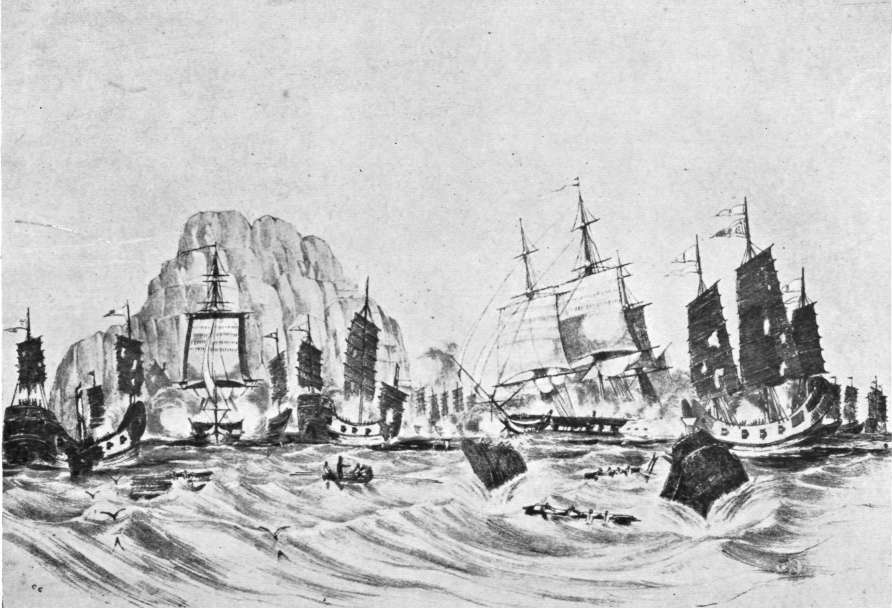
4 novembre : première bataille de Chuenpee.

- 4 novembre : la flotte britannique tire sur des jonques de guerre chinoise dans le Bogue (l’embouchure de la rivière des Perles à Guangzhou). Cinq sont coulées et les autres se dispersent[21].
- 26 novembre : départ d’une expédition russe contre le Khanat de Khiva menée par général Vasily Alekseevich Perovsky, gouverneur d’Orenbourg. La campagne est un échec et les 5 000 russes doivent faire demi-tour sans atteindre Khiva[35].

- Le presbytérien John Muir compose un ouvrage en sanskrit, le Matapariksha, ou « Étude comparée des religions », dans lequel il démontre la supériorité du christianisme vis-à-vis de l’hindouisme[36]. Cette polémique a rapidement pour conséquence de transformer l’hindouisme, jusqu’alors un ensemble de rites et de croyances, en une véritable religion unifiée par un corps de doctrine central.

### Proche-Orient
- 19 janvier : les Britanniques s’emparent de la ville d'Aden au Yémen[37].

- 21 avril : le sultan ottoman Mahmoud II déclare le pacha Mohamed-Ali traître à l’Empire. Il ordonne la reprise des opérations en Syrie contre l'Égypte[38].

- 24 juin : les Ottomans sont battus à Nizip, près d’Alep[38]. La défaite est connue à Constantinople le 7 juillet, après la mort du sultan.
- 1er juillet : début du sultanat ottoman de Abdülmecit Ier à la mort de son père Mahmoud II (fin en 1861)[39]. Il proclame l’égalité de tous devant la loi, réforme les finances, l’administration, la justice. Il reconstitue l’armée, ouvre de grandes écoles, supprime l’esclavage des Noirs.
- 4 juillet : la flotte turque sort des Dardanelles[40] ; le 14, elle se livre aux Égyptiens, à Alexandrie[41]. L’amiral de la flotte turque Ahmed Pacha passe à l’ennemi avec ses bâtiments.
- 13 juillet : Moses Montefiore, en compagnie du consul britannique Patrick Campbell, est reçu par Mohamed-Ali à Alexandrie. À la suite de son voyage en Palestine, il note la possibilité d’installer 200 villages de colons juifs en Galilée et propose à Mohamed-Ali un plan d’investissement bancaire en échange[42].

- 27 juillet : après que la défaite de Nizip est connue à Paris et à Londres, les puissances européennes  (l’Autriche, la France, le Royaume-Uni et la Russie) imposent leur médiation dans le conflit turco-égyptien[41], la Russie cherchant un rapprochement avec le Royaume-Uni.

- 3 novembre : Hatt-i Sharif. Proclamation à Gülhane (place à côté du palais de Topkapi) de l’Édit de réforme de l’Empire ottoman (Tanzimat)[43].

### Europe
- 4 février, Royaume-Uni : le mouvement chartiste rassemble ses délégués à Londres au cours d’une Convention et dépose une pétition pour une réforme électorale le 7 mai à l’adresse du gouvernement[44].

- 1er mars : réunion forcée à l’orthodoxie des uniates des provinces occidentales de l’empire russe.
- 2 mars : 
  - proclamation d’une constitution en Serbie (Ustav), octroyée par le sultan le 24 décembre 1838[45].
  - élections législatives françaises à la suite de la dissolution du 2 février, qui marquent un progrès des oppositions[46].
- 8 mars : démission de Louis-Mathieu Molé qui ouvre une longue crise ministérielle en France jusqu’à la nomination, le 12 mai, du ministère Soult[46].

- 20 mars : fondation de la Ligue pour la suppression des lois sur le blé, animée par Richard Cobden et John Bright, en faveur du libre-échangisme au Royaume-Uni[47].

- 19 avril : la Belgique et les Pays-Bas signent le traité des XXIV articles à Londres[48]. La Belgique doit rendre aux Pays-Bas la partie orientale du Limbourg et la partie germanophone du Luxembourg, mais conserve l'arrondissement d'Arlon (l'Arelerland).

- 12 mai :
  - Opération insurrectionnelle déclenchée à Paris par la société secrète républicaine Les Saisons, dont les meneurs sont Martin Bernard, Armand Barbès et Auguste Blanqui. L’opération échoue et les conjurés sont arrêtés[49],[50].
  - Deuxième ministère Soult en France sous la présidence du maréchal Soult[46].

- Mai : « Crise de la chambre à coucher » au Royaume-Uni. Le Conservateur Robert Peel demande à la reine de renvoyer six de ses dames de compagnie dont les époux sont des whigs. Victoria refuse, renvoie Peel et le remplace par Melbourne[51].

- 13 juin : Milos Obrenovic, souverain héréditaire de Serbie depuis le traité d’Andrinople (1829), cède le pouvoir à son fils Milan. Son tempérament despotique a heurté les chefs locaux qui, appuyés par la Russie et les Ottomans, obtiennent son abdication. Milan décède au bout de 26 jours et est remplacé par son jeune frère Michel[52].

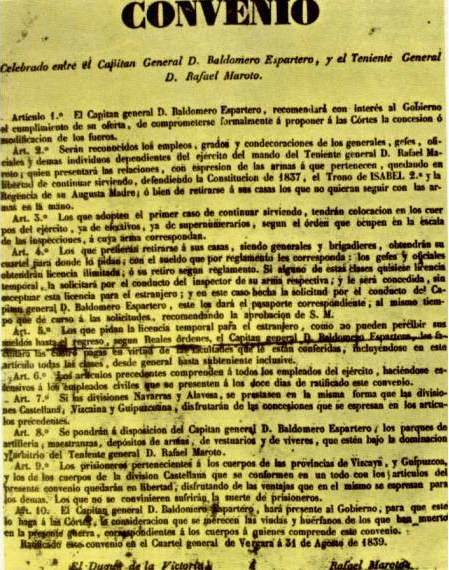
31 août : convention de Vergara

- 12 juillet : le Parlement britannique rejette la Charte du peuple[44]. Des émeutes éclatent à Birmingham (Bull Ring Riots, 4 juillet) et Newport, qui sont réprimées dans le sang (14 morts à Newport le 4 novembre).
- 13 juillet (1er juillet du calendrier julien) : réforme monétaire de Kankrin en Russie[53].

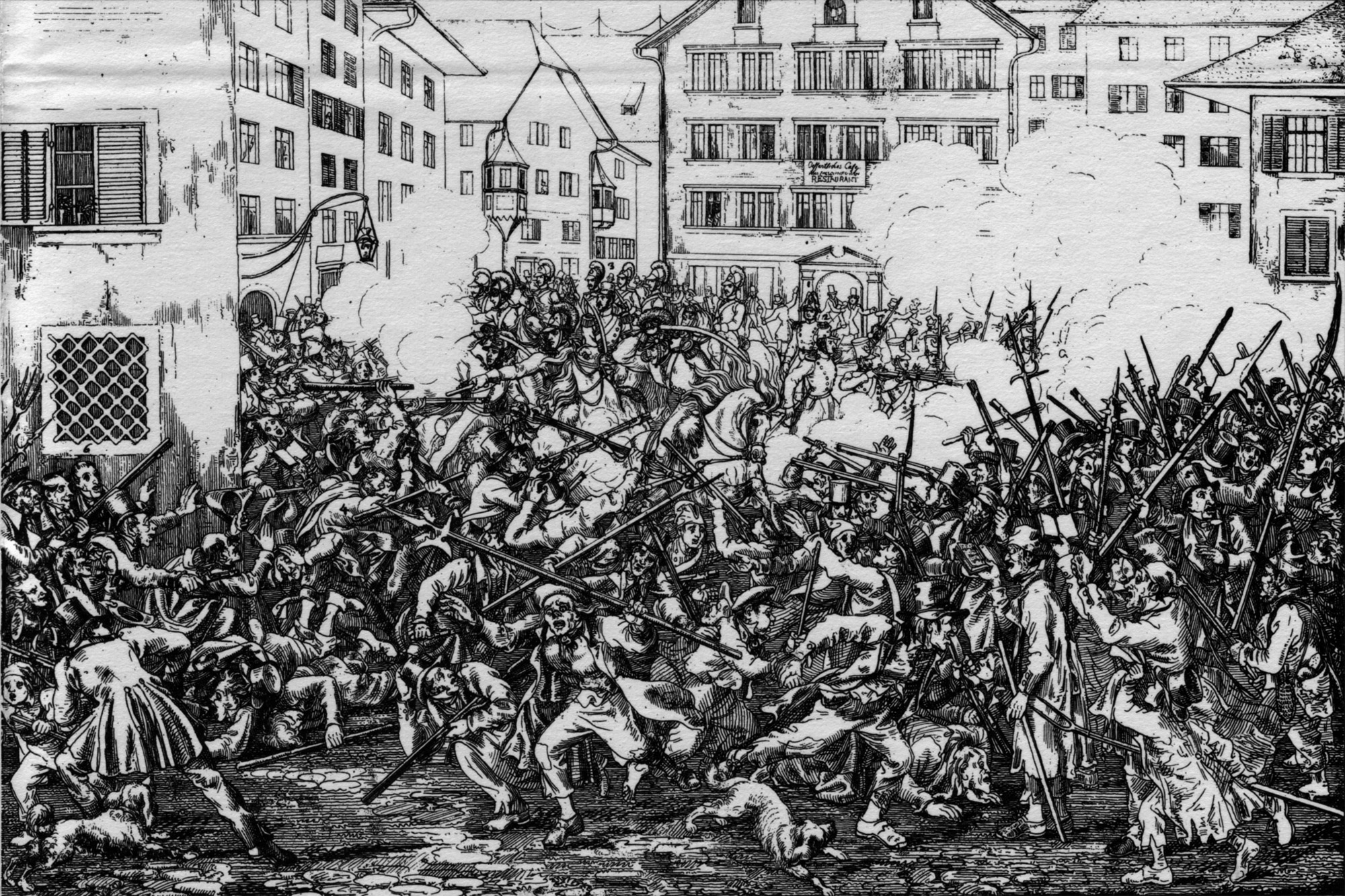
6 septembre : Züriputsch.

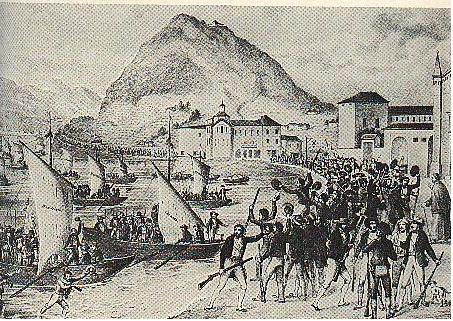
6 décembre : révolution du Tessin.

- 21-22 août[54] : les Russes prennent la forteresse d’Ahulgo, au Daghestan[55].
- 29 août : accord d’Ognate, suivit le 31 août par la convention de Vergara, compromis entre le carliste Maroto et le cristinien progressiste Espartero[56]. Les rebelles sont réintégrés dans leurs grades et les fueros provinciaux sont maintenus. Espartero (duc de la Victoire) s’empare du pouvoir par pronunciamiento. Il assume la régence en imposant la dictature. Marie-Christine part en exil trois ans en France. Fin de la première guerre carliste.

- 6 septembre : émeute à Zurich contre le gouvernement libéral, qui est renversé[57].

- 26 novembre : difficultés du gouvernement septembriste au Portugal[58]. Le baron baron de Ribeira de Sabrosa est renvoyé à cause de sa politique anti-anglaise. Un ministère chartiste le remplace, avec Costa Cabral comme ministre de la Justice[59].

- 3 décembre : début du règne de Christian VIII de Danemark (fin en 1848)[60].
- 6 décembre : révolution libérale dans le canton du Tessin[61].

## Naissances en 1839
- 9 janvier : John Knowles Paine, compositeur américain († 25 avril 1906).
- 12 janvier : Pauline Croizette, pastelliste et miniaturiste française († 4 juin 1912).
- 17 janvier : Wilhelm von Diez, peintre et illustrateur allemand († 25 février 1907).
- 19 janvier : Paul Cézanne, peintre français, à Aix-en-Provence († 22 octobre 1906).

- 3 février : Fermo Forti, peintre et sculpteur italien {† 24 février 1911).
- 7 février : Nicolaas Pierson, économiste et homme politique néerlandais († 24 décembre 1909).
- 19 février : Friedrich Althoff, homme politique prussien († 20 octobre 1908).
- 25 février : Edmond Lefever, sculpteur belge († 18 avril 1911).

- 6 mars : Olegario Víctor Andrade, poète, journaliste et homme politique argentin († 30 octobre 1882).
- 10 mars : Dudley Buck, compositeur, organiste et écrivain musical États-Unis († 6 octobre 1909).
- 16 mars : Sully Prudhomme, poète français († 6 septembre 1907).
- 17 mars : Josef Rheinberger, compositeur et pédagogue allemand originaire du Liechtenstein († 25 décembre 1901).
- 23 mars : Otto Eerelman, peintre, graveur et lithographe néerlandais († 3 octobre 1926).
- 26 mars : Louis Adan, peintre et illustrateur français († 5 février 1937).

- 2 avril : Cecrope Barilli, peintre italien († 23 juin 1911).
- 4 avril : Henri-Arthur Bonnefoy, peintre français († 1917).
- 7 avril : Ludger Labelle, avocat, journaliste et homme politique canadien († 29 décembre 1867).
- 12 avril : Victorin de Joncières, compositeur et critique musical français († 26 octobre 1903).
- 15 avril : Jean-Baptiste Dorval, peintre français († 1er août 1905).
- 16 avril : Moritz Blanckarts, peintre allemand († 12 avril 1883).
- 18 avril : Frantz Jehin-Prume, violoniste et compositeur belge († 29 mai 1899).
- 22 avril : August Wilhelm Eichler, botaniste allemand († 2 mars 1887).
- 30 avril : Yoshitoshi, graveur et peintre japonais († 9 juin 1892).

- 19 mai
  - Adolphe Alexandre Lesrel , peintre français († 25 février 1929).
  - Alice Mary Smith, compositrice britannique († 4 décembre 1884).
  - Eugène Thirion, peintre français († 18 janvier 1910).
- 21 mai : Albert Glatigny, poète, écrivain, comédien et dramaturge français († 16 avril 1873).
- 23 mai : Stanislas Torrents, peintre français († 6 novembre 1916).
- 27 mai : François-Désiré Mathieu, cardinal français, archevêque de Toulouse († 26 octobre 1908).
- 28 mai : Eugène Dufourcet, historien français († 11 mai 1900).

- 13 juin : Rodolphe Julian, peintre français († 2 février 1907).
- 19 juin : Alphonse Asselbergs, peintre belge († 10 avril 1916).
- 20 juin : Léon Bonnat, peintre et collectionneur français († 8 septembre 1922).
- 23 juin : Auguste Pointelin, peintre français († 9 avril 1933).

- 11 juillet : William John Hennessy, peintre irlandais († 27 décembre 1917).
- 14 juillet : Louise Héger, peintre impressionniste paysagiste belge († 21 juillet 1933).
- 15 juillet : Alfred Louis Martin, peintre et graveur français († 22 avril 1903).
- 17 juillet : Friedrich Gernsheim, chef d'orchestre, pianiste et compositeur allemand († 10 septembre 1916).
- 21 juillet : Jacob Hägg, officier naval et peintre de marines suédois († 15 avril 1931).
- 26 juillet : Gaston Mélingue, peintre français († 11 janvier 1914).
- 29 juillet : Alexis Willem, homme politique belge († ?).

- 17 août :
  - Charles Hermans, peintre belge († 7 décembre 1924).
  - Matthijs Maris, peintre néerlandais († 22 août 1917).
- 30 août : Hippolyte Ribbrol, peintre français († ?).

- 1er septembre : Charles Edward Perugini, peintre anglais († 22 décembre 1918).
- 17 septembre : Charles Joseph Beauverie, peintre, graveur et illustrateur français de l'École de Barbizon († 5 mars 1923).
- 22 septembre : Jules Machard, peintre français († 27 septembre 1900).
- 25 septembre : Karl Alfred von Zittel, paléontologue allemand († 5 janvier 1904).
- 29 septembre : Victor Vincelet, peintre français († 5 janvier 1871).

- 2 octobre : Hans Thoma, peintre allemand († 7 novembre 1924).
- 3 octobre : Victor Angerer, photographe austro-hongrois († 10 avril 1894).
- 15 octobre : Adolf Müller junior, compositeur d'opérettes et chef d'orchestre autrichien († 14 décembre 1901).
- 19 octobre : Louis Aimé Japy, peintre français de l'École de Barbizon († 8 janvier 1916).
- 20 octobre : 
  - Florêncio Carlos de Abreu e Silva, avocat, journaliste, écrivain et homme politique brésilien († 12 décembre 1881).
  - Florenty Pavlenkov, éditeur et philanthrope russe († 20 janvier 1900).
- 21 octobre : Alexis Kreyder, peintre français († 17 mars 1912).
- 24 octobre : Léon Roques, compositeur français († 1923).
- 30 octobre : Alfred Sisley, peintre de nationalité britannique († 29 janvier 1899).

- 1er novembre : Ahmed Muhtar Pacha, général et Grand vizir de l'Empire ottoman († 21 janvier 1919).
- 5 novembre : Eugène Hins, homme politique belge († 15 février 1923).
- 27 novembre : William James Parkhill, homme politique canadien († 26 mai 1913).

- 8 décembre : Ali Suavi, journaliste et activiste ottoman († 20 mai 1878).
- 10 décembre : Hubert Van Neuss, homme politique belge († 6 janvier 1904).
- 13 décembre : Paul-Albert Girard, peintre français († 24 février 1920).
- 17 décembre : Ludovic-Napoléon Lepic, peintre et graveur français († 27 octobre 1889).
- 18 décembre :
  - Adolf Daens, prêtre catholique belge († 14 juin 1907).
  - Emilio Praga, peintre, écrivain, poète et librettiste italien († 26 décembre 1875).

- Date précise inconnue :
  - Ndumbe Lobe Bell, chef douala camerounais († 27 décembre 1897).
  - Sofia Cocea, poétesse moldave devenue roumaine († 1861).
  - Filippo Costaggini, peintre italien († 15 avril 1904).
  - Muhammad Kadhim Khorasani, Marja-e Taqlid et philosophe chiite iranien († 12 décembre 1911).
  - Omer Pacha Vrioni, premier ministre et diplomate albanais († 1928).
  - Marguerita Pillini, peintre française d'origine italienne († 11 mars 1922).

## Décès en 1839
- 1er février : Giuseppe Valadier, architecte, urbaniste, archéologue et orfèvre italien (° 14 avril 1762).
- 10 février : Pedro Romero, matador espagnol (° 19 novembre 1754).
- 16 février : Ludwig Berger, pianiste, compositeur et professeur de piano allemand (° 8 avril 1777).

- 4 mars :  Ignaz Ladurner, pianiste, compositeur et pédagogue autrichien naturalisé français (° 1er août 1766).

- 1er avril : Jerónimo José Candido, matador espagnol (° 8 janvier 1770).
- 11 avril : Charles-Louis Huguet de Sémonville, homme politique et diplomate français (° 9 mars 1759).

- 13 mai :
  - Joseph Fesch, cardinal français, archevêque de Lyon (° 3 janvier 1763).
  - François Lamarque, homme politique français (° 2 novembre 1753).
- 16 mai : Tomás Antônio de Vila Nova Portugal, magistrat et homme politique brésilien (° 18 septembre 1755).
- 20 mai : Ernst Friedrich Herbert zu Münster, homme d'État allemand (° 1er mars 1766).
- 24 mai : Agathe Kim A-gi, Agathe Yi So-sa, Anne Pak Agi, Damien Nam Myong-hyog, Lucie Pak Hui-sun, martyrs en Corée.

- 3 juin : Marie-Nicolas Ponce-Camus, peintre français (° 15 décembre 1778).
- 9 juin : Joseph Paelinck, peintre belge (° 20 mars 1781).
- 27 juin : Manuel Vicente Maza, avocat et homme politique espagnol puis argentin (° 1779).
- 29 juin : Hamparsum Limonciyan, compositeur ottoman (° 1768).
- 19 juillet : Maurice de Guérin, poète français (° 4 août 1810).
- 11 août : Marco Gozzi, peintre de paysage italien (° vers 1759).
- 28 août : William Smith géologue britannique (° 23 mars 1769).
- 29 août : Adrien-Philippe Raoux, avocat et essayiste belge (° 2 décembre 1758).

- 20 septembre : Matías de Irigoyen, militaire et homme politique espagnol puis argentin (° 25 février 1781).

- 25 octobre : Aimé Picquet du Boisguy, général chouan (° 15 mars 1776).
- 1er novembre : Jean-Baptiste Lefranc, avocat et homme politique français (° 12 juillet 1758).

- 15 novembre : Giocondo Albertolli, architecte, sculpteur, décorateur et peintre italien d'origine suisse (° 24 juillet 1743).

- 15 décembre : Mathieu-Ignace Van Brée, peintre, sculpteur et architecte belge (° 22 février 1773).
- 31 décembre : Hyacinthe-Louis de Quélen, archevêque de Paris (° 8 octobre 1778).